# Kobyle Błoto
Kobyle Błoto – osada leśna w Polsce położona w województwie mazowieckim, w powiecie płockim, w gminie Nowy Duninów.
W latach 1975–1998 miejscowość należała administracyjnie do województwa płockiego.
Obecnie (2014) z osady pozostały tylko zabudowania przedwojennej gajówki, wchodzące w skład studenckiej chatki Kobyle Błota.